# Shūr Āb-e Soflá
Shūr Āb-e Soflá (persiska: Shūrāb-e Pā’īn, شور آب سفلی) är en ort i Iran.   Den ligger i provinsen Khorasan, i den nordöstra delen av landet, 900 km öster om huvudstaden Teheran. Shūr Āb-e Soflá ligger 502 meter över havet och antalet invånare är 228.
Terrängen runt Shūr Āb-e Soflá är kuperad söderut, men norrut är den platt. Runt Shūr Āb-e Soflá är det ganska glesbefolkat, med 35 invånare per kvadratkilometer. Närmaste större samhälle är Qarah Sangī, 4,8 km öster om Shūr Āb-e Soflá. Omgivningarna runt Shūr Āb-e Soflá är i huvudsak ett öppet busklandskap.